# Côte du Poivre
Pour la commune détruite lors de la bataille de Verdun, voir Louvemont-Côte-du-Poivre.
La Côte du Poivre, Côte des Graines ou Côte de Malaguette est l'ancien nom européen d'une partie de la côte occidentale africaine de l'océan Atlantique, entre les Turtle Islands (en) et le cap des Palmes, en Sierra Leone et au Liberia.

Comme pour d'autres noms de côtes africaines (comme la côte d'Ivoire, la côte de l'Or, la côte des Esclaves ou la côte d'Angole), ce nom fut donné en fonction des ressources qu'elle offrait aux puissances colonisatrices européennes. Elle tire donc son nom du poivre de Guinée, aussi appelé graine du paradis ou maniguette.

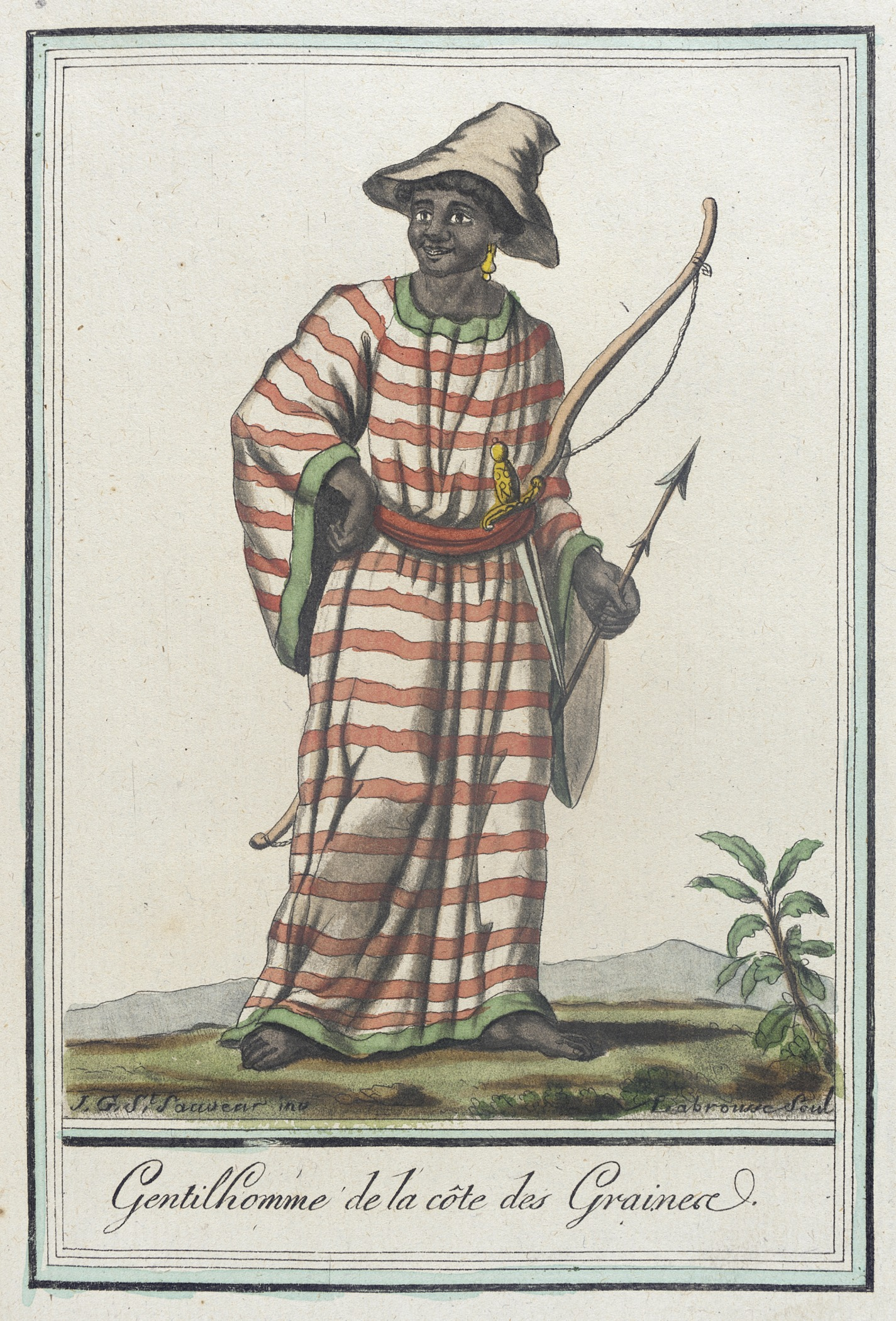
Gentilhomme de la côte des Graines, de Jacques Grasset de Saint-Sauveur pour son livre Costumes de Différents Pays, 1797.
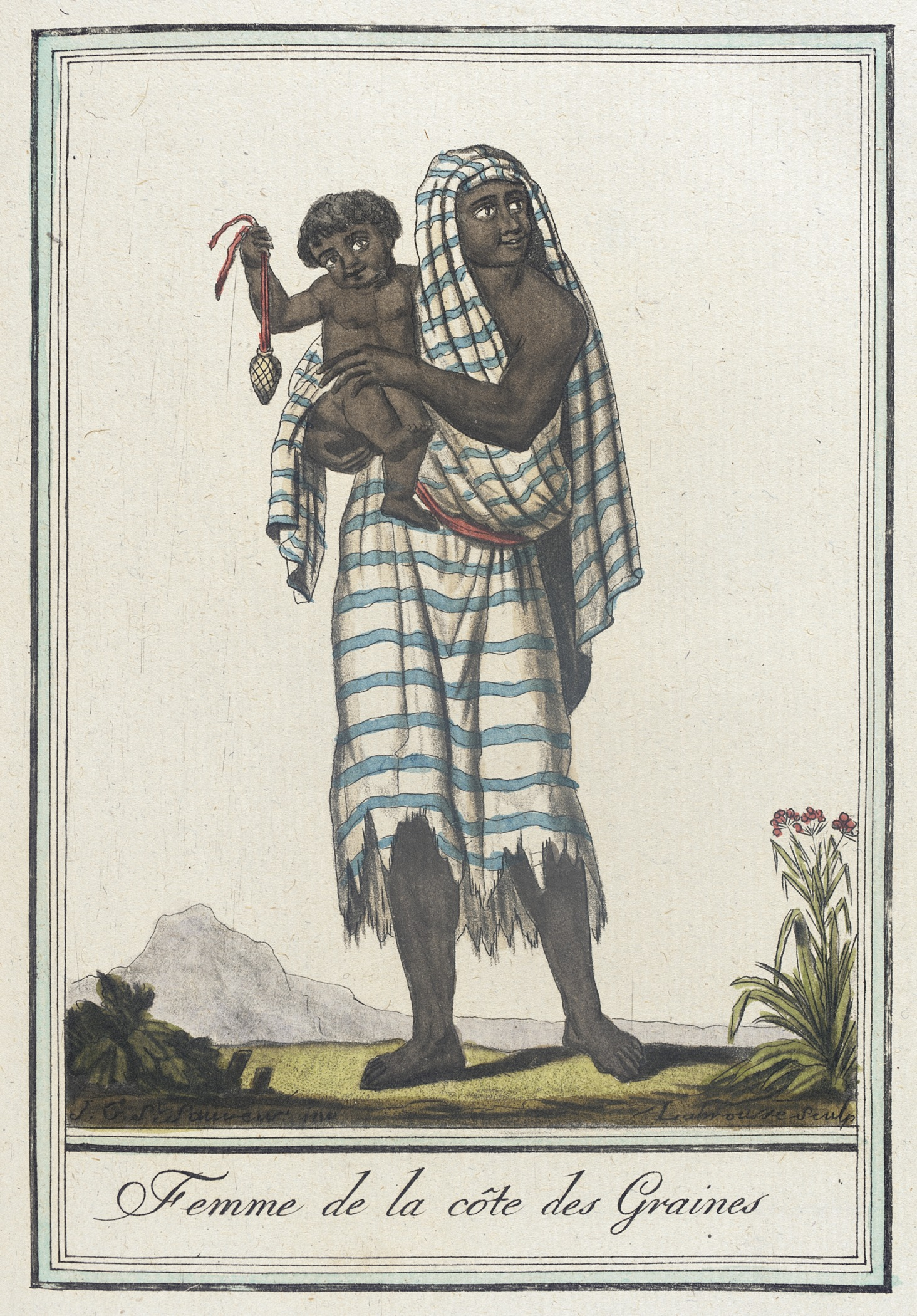
Femme de la côte des Graines.
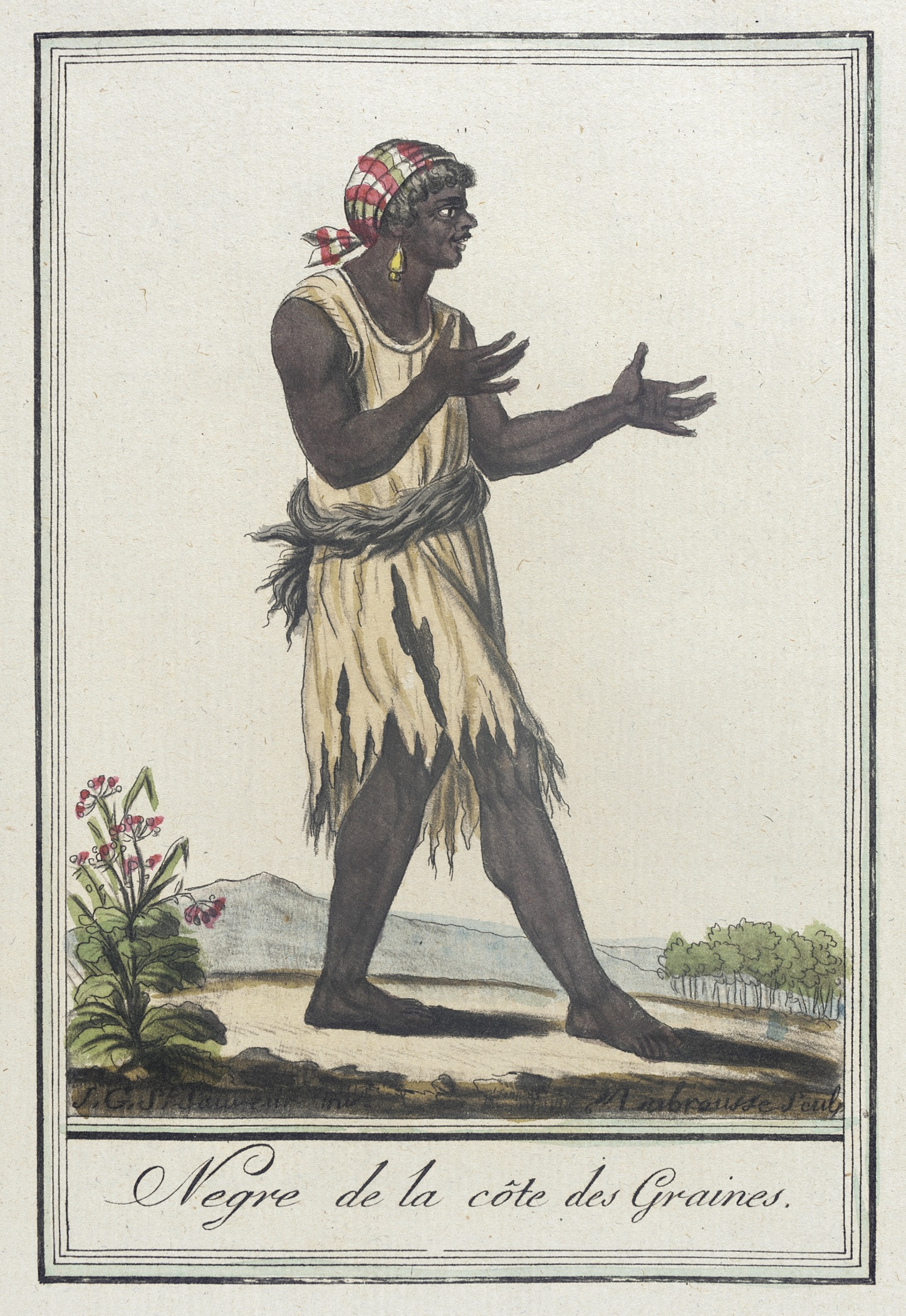
Nègre de la Cote des Graines.
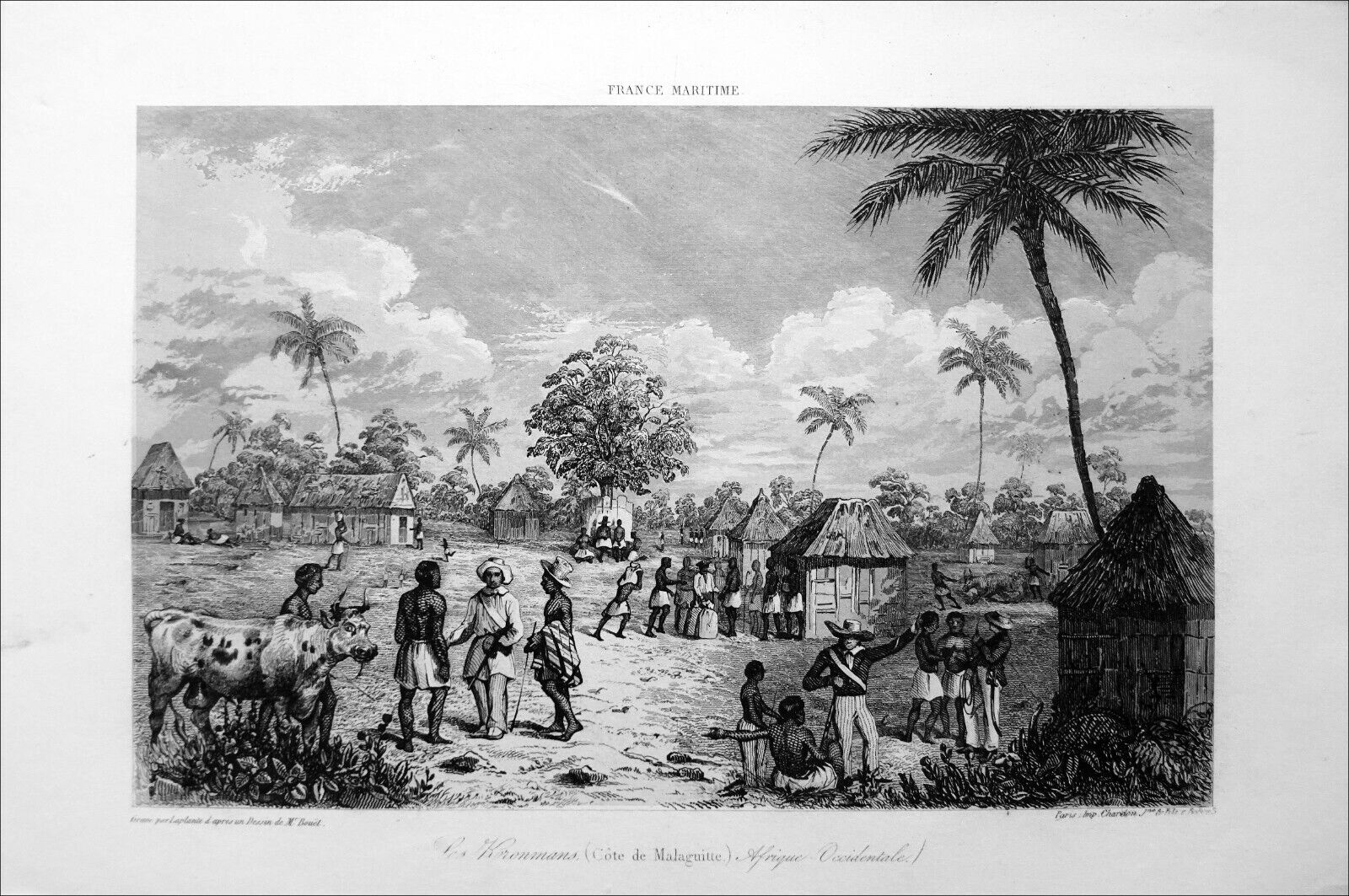
Rencontre entre Européens et Africains dans un village kronman de la côte de Malaguette, 1837.